# Wellington Arch

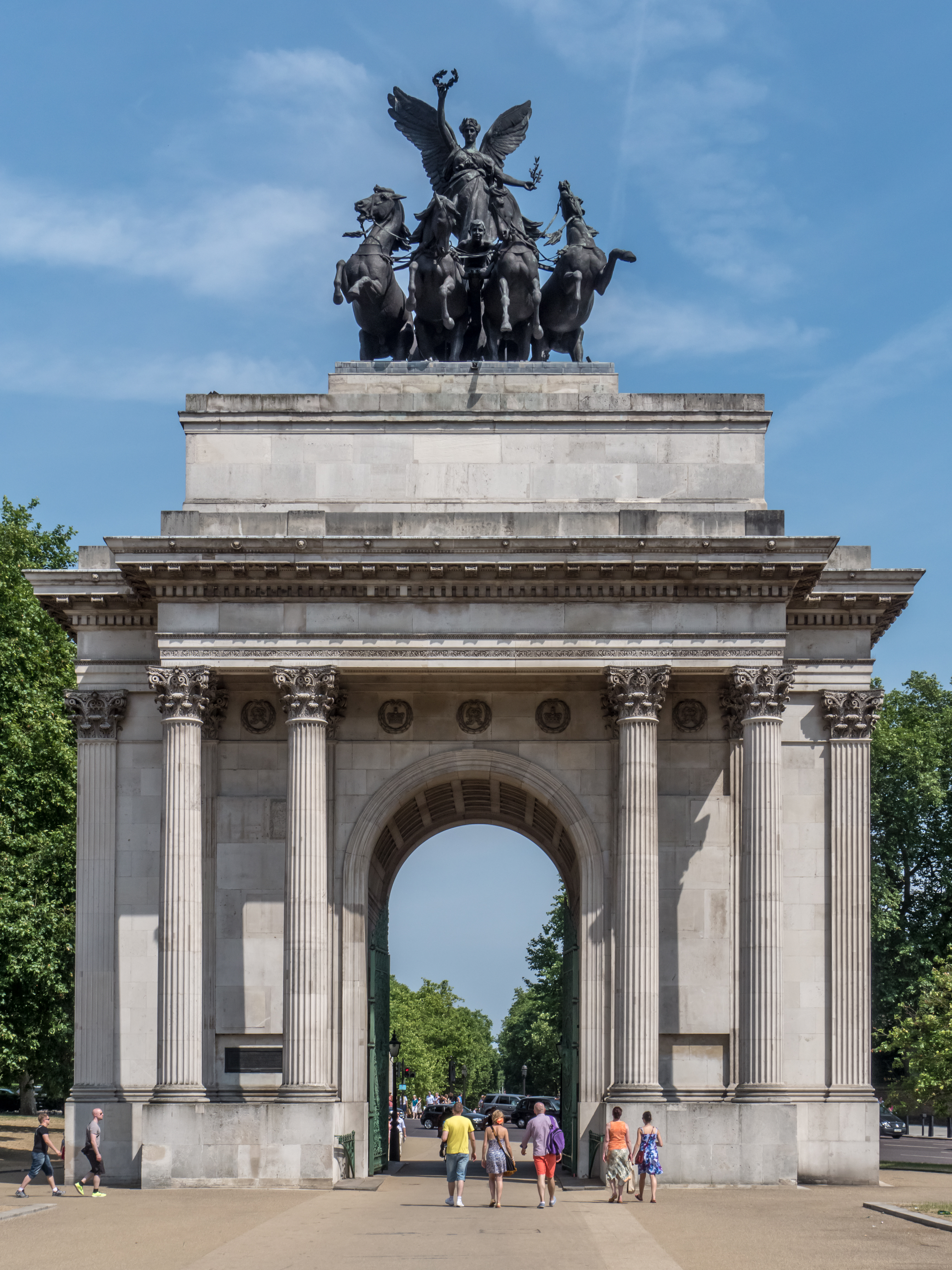
Wellington Arch

Wellington Arch, noto anche come Constitution Arch o Green Park Arch, è un arco trionfale ubicato presso Hyde Park Corner, a sud di Hyde Park, a Londra. L'arco, insieme al vicino Marble Arch, fu commissionato nel 1825 dal re Giorgio IV per celebrare le vittorie britanniche durante le guerre napoleoniche.

## Storia

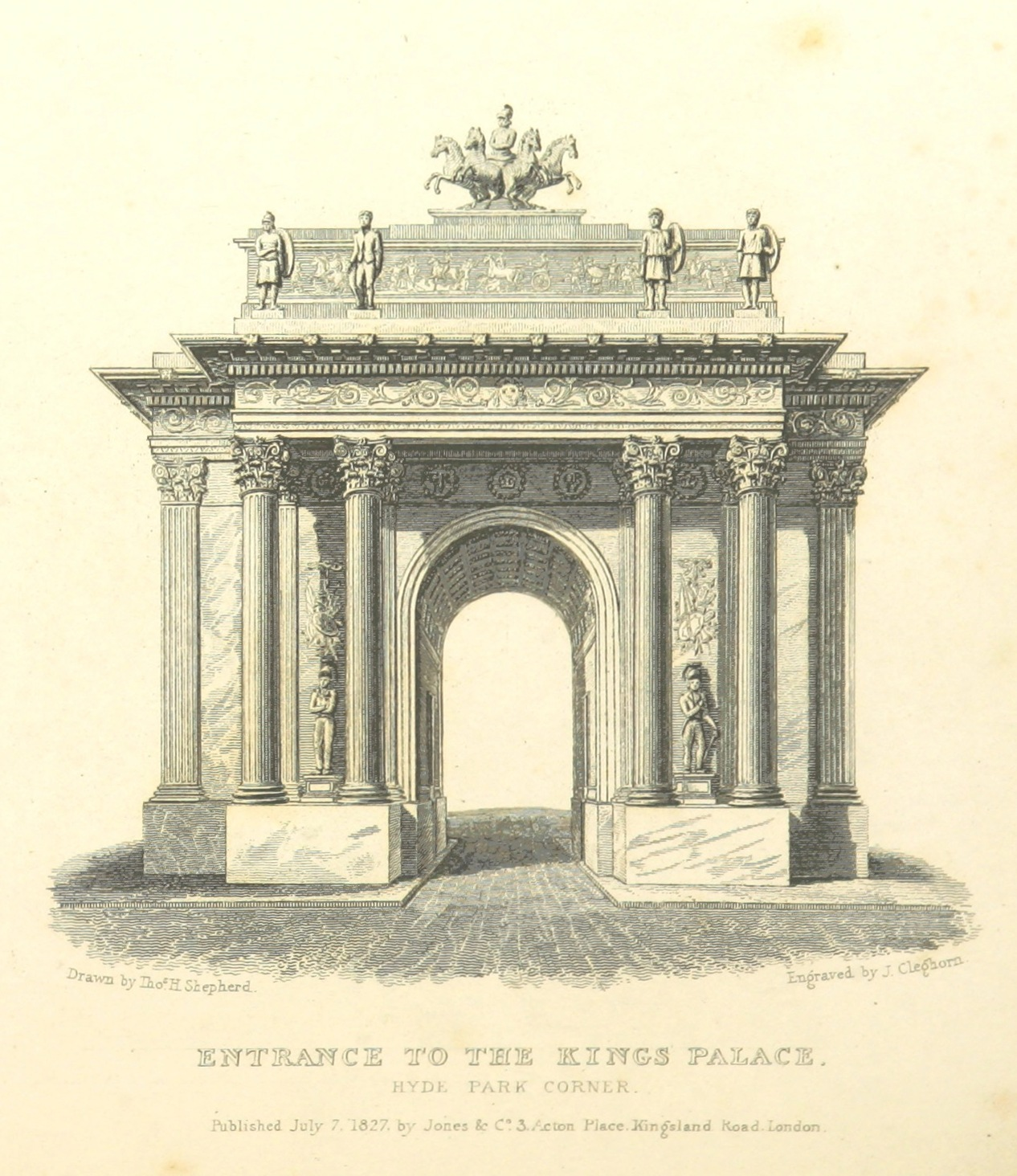
Quest'incisione realizzata da Thomas H. Shepherd nel 1827 ci raffigura le fattezze che avrebbe avuto l'arco senza i tagli operati da Giorgio IV.

Sia il Wellington Arch che il Marble Arch vennero ideati nel 1825 da Giorgio IV per glorificare le vittorie britanniche durante le guerre napoleoniche. 
L'arco venne costruito tra il 1826 ed il 1830, su progetto di Decimus Burton. L'arco è dotato di una singola fornice, ed impiega l'ordine corinzio. In origine la struttura doveva essere impreziosita da una serie di ornamenti, che però non vennero realizzati in seguito ad una revisione delle spese attuata dal Re, che intendeva radunare fondi per completare le costruende parti di Buckingham Palace. Un minuzioso trattato, coevo alla realizzazione dell'arco, ci descrive il progetto originario:

## Statua di Wellington

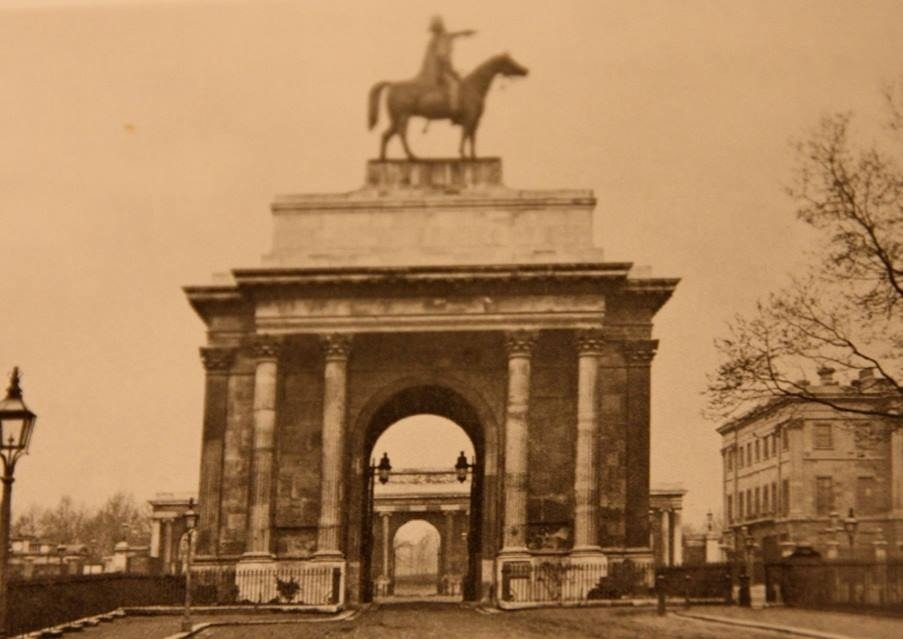
La statua di Arthur Wellesley, I duca di Wellington, sull'arco negli anni 1850

Nel 1846 il Wellington Arch venne scelto per collocarvi una statua di Arthur Wellesley, I duca di Wellington, generale e politico britannico di origine irlandese. Fu così che venne forgiata la Wellington Statue, di bronzea fattura, frutto della maestria di Matthew Cotes Wyatt: all'inaugurazione, si trattava della statua equestre più grande del Regno Unito, con le sue 40 tonnellate di peso ed i suoi 8,53 metri di altezza.
La statua suscitò non poche polemiche, di carattere principalmente dimensionale o estetico: Decimus Burton la riteneva sgradevole alla vista, così come la regina Vittoria. Quest'ultima, nonostante le proprie avversioni, preferì tuttavia non riposizionare la statua, temendo di urtare la sensibilità del Duca.

## Ricollocazione

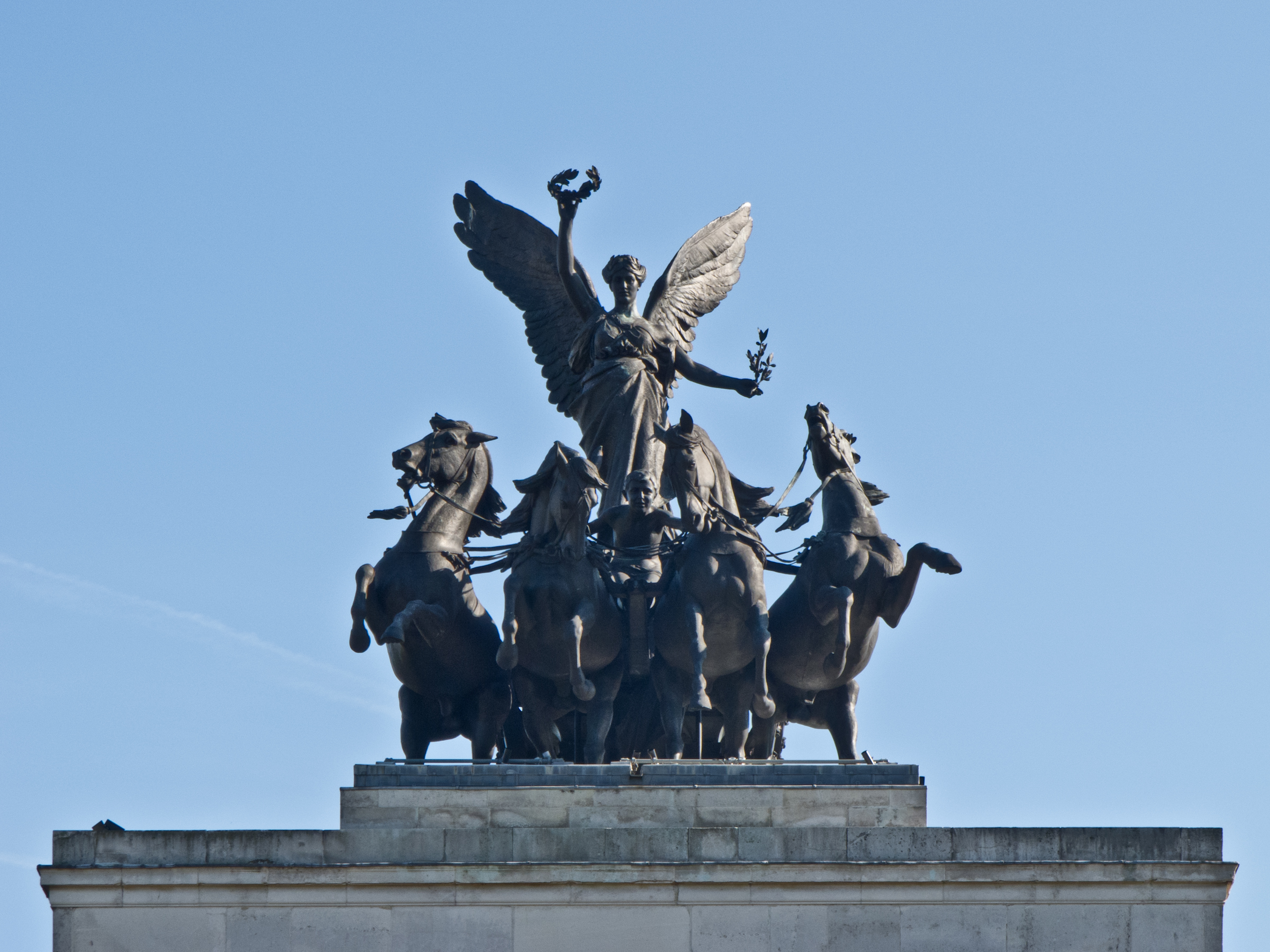
La quadriga posta sulla sommità dell'arco

Negli anni 1882–3 l'arco fu smontato e ricostruito nella sua posizione attuale, presso Hyde Park Corner, per ampliare la costruenda Park Lane. Hyde Park Corner è in prossimità di una delle arterie di penetrazione più importanti di Londra, Constitution Hill: in questo modo, il Wellington Arch acquisì la nuova funzione di elegante e moderna porta d'accesso alla città.
Da notare che, quando l'arco fu ricollocato presso la sua nuova posizione, la statua di Wellington non ebbe lo stesso destino: infatti, venne rimossa e riposizionata ad Aldershot, dove si erge tuttora. Decimus Burton sfruttò velocemente quest'occasione, immaginando di collocarvi la sospirata quadriga: il suo volere venne eseguito nel 1912, con l'installazione di un enorme gruppo bronzeo, progettato da Adrian Jones. L'opera di Jones raffigura Nike, la dea alata della Vittoria, nell'atto di discendere con il suo cocchio guerriero. All'auriga vennero date le fattezze del figlio di Lord Michelham, all'epoca appena undicenne, mentre nella figura dell'angelo della pace è riconducibile Beatrice Stewart.